# Дьяченко, Валерий Анатольевич
Валерий Анатольевич Дьяченко (28 июля 1958; Торез, УССР, СССР) — советский и российский актёр театра и кино, театральный педагог. Народный артист Российской Федерации (2004).

## Биография
Родился 28 июля 1958 года в Торезе.
Учился в местном театральном училище, которое окончил, после чего в 1977 году был принят в труппу Ростовского ТЮЗа. В 1978 году Дьяченко поступил в ЛГИТМиК на актёрский курс к З. Я. Корогодскому. В 1981 году стал артистом театра юных зрителей имени А. А. Брянцева. За годы службы в театре сыграл более 50 ролей. Является художественным руководителем и режиссёром юношеского театра при лицее искусств «Санкт-Петербург», театральный педагог. Преподаёт много лет актёрское искусство. 

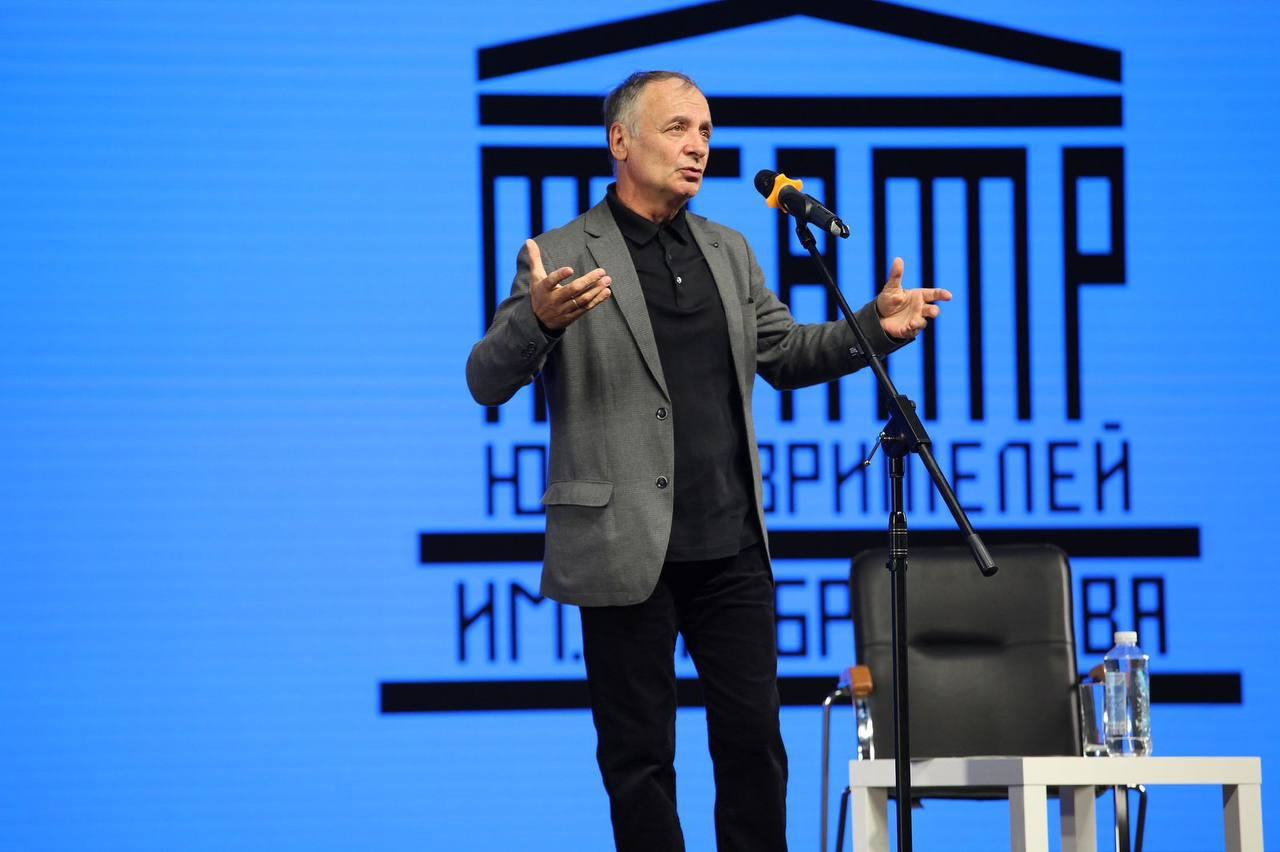

## Творчество

### Театральные работы

#### Дипломные спектакли
- Вукол Потехин — М.Горький «Чудаки»
- Гургенидзе — Б. Окуджава «Будь здоров, школяр!»
- Иван — А. Кургатников «В гостях у донны Анны»

#### Спектакли З. Я. Корогодского
- «Наш цирк» («Демонстрация силы», «Пингвины»)
- «Наш Чуковский» (Кузнечик, Серый Таракан и др.)
- Г. Горин «Ёжик» (Папа)
- «Открытый урок» — наблюдения
- Андрей — В.Аграновский. «Остановите Малахова»
- Козлик — «Здравствуйте, здравствуйте, здравствуйте!»
- Боба — Радий Погодин. «Трень-брень»
- Голлум — Дж. Толкиен. «Баллада о славном Бильбо Беггинсе»
- Дятел — Ф. Зальтен. «Бемби»
- Вице-губернатор — В. Савицкий. «Побега не будет» (режиссёры З. Я. Корогодский, И. Овадис)
- Андрей — Р. Ибрагимбеков. «Прикосновение» (реж. А. Кабанов, руководитель З. Я. Корогодский)
- Участник «Ансамбля капитана Врунгеля» (автор и режиссёр Игорь Овадис)
- Пров Нилыч Сосновский — Г. Мамлин. «Без страха и упрёка»
- Доктор Пинч — В.Шекспир. «Комедия ошибок»

#### В Ленинградском ТЮЗe им. А. А. Брянцева
- Поприщин — Н. В. Гоголь. «Записки Аксентия Ивановича Поприщина» (реж. Георгий Васильев)
- Афанасий Иванович — Н. В. Гоголь. «Старосветские помещики» (реж. Георгий Васильев)
- Мечтатель — Ф. М. Достоевский. «Белые ночи» (реж. Григорий Дитятковский)
- Макар Девушкин — Ф. М. Достоевский. «Бедные люди» (реж. Григорий Козлов)
- Лужин — Ф. М. Достоевский. «Преступление и наказание» (реж. Григорий Козлов)
- Беликов — А. П. Чехов. «Человек в футляре» (реж. Георгий Васильев)
- Белкин — пьеса Натальи Скороход по мотивам «Повестей Белкина» А. С. Пушкина (реж. Анатолий Праудин)
- Иудушка Головлёв — М. Е. Салтыков-Щедрин. «Иудушка из Головлёва» (реж. Георгий Васильев)
- Версилов — Ф. М. Достоевский. «Подросток» (реж. Вячеслав Тыщук)
- Царь — П.Ершов. «Конек-Горбунок» (реж. Александр Брянцев)
- Месье — Жан-Филипп Туссен. «Месье» (реж. Игорь Ларин)
- Гоша — С. Антонов. «Васька» (реж. Д. Астрахан)
- Директор театра — О. Уайльд. «Соната счастливого города» (реж. Г. Козлов)
- Г-н Смитт — Э. Ионеско. «Лысая певица» (реж. Л.Крымский)
- Ричард — Г.Пинтер. «Любовник» (реж. Л.Крымский)
- Линдгорст — Гофман. «Видения» (реж. Р. Марин)
- Кент — В.Шекспир. «Король Лир» (реж. А. Шапиро)
- Сальери — А. Пушкин. «Маленькие трагедии» (реж. Р.Кудашов)
- Старый дуралей, Камилло — В.Шекспир. «Зимняя сказка»(реж. У. Баялиев)
- Дениска — Д.Драгунский. «Денискины рассказы» (реж. Е. Максимова)
- Учитель — Э. Ионеско. «Урок» (реж. Б.Бирман)
- Виктор Шумейкин-старший — В. Шефнер. «Счастливый неудачник» (реж. И.Пачин)

#### «Приют комедианта»
- Бальзаминов — А.Островский. «Китай на нашей стороне» (реж. Г. Васильев)

#### «Такой театр»
- Сорин — А.Чехов. «Костя Треплев. Любовь и смерть» («Чайка»). (реж. В. Фильштинский)

#### Театр Резо Габриадзе
- Лошадь Алёша — «Песнь о Волге» (реж. Р. Габриадзе)
- Обходчик — «А если локомотивы встречаются» (реж. Р. Габриадзе)

#### Режиссёрские работы в ТЮЗе
- Д.Урбан. «Все мыши любят сыр» (совместно с А.Кабановым)
- А.Арбузов". Домик на окраине" (Спектакль-читка)
- Юбилейные вечера ТЮЗа им. А. Брянцева: 90, 95-летие

#### Творческие вечера
- - И. Л. Соколова
  - Н. Н. Иванов
  - И. Г. Шибанов
  - Л. Д. Жвания
  - Н. Л. Боровкова
  - Н. А. Шумилова
  - М. В. Соснякова

#### Режиссёрско-педагогические работы в Лицее искусств «Санкт-Петербург»
- В. Розов. «Мальчики» (по роману Ф. М. Достоевского «Братья Карамазовы») спектакль-лауреат международного Брянцевского фестиваля
- Ф. М. Достоевский. «Униженные и оскорблённые»
- А.Чехов. «Чёрный монах»
- А. Островский. «Женитьба Бальзаминова»
- Рассказы О’Генри
- Т.Капоте. «Дети в день рождения»
- А.Линдгрен. «Малыш и Карлсон»
- Л.Толстой. «Отрочество» (лауреат фестиваля «Русский век»)
- М.Рощин. «Радуга зимой»
- В.Ольшанский. «Милый Плюшкин» (по Н.Гоголю)
- «Чичиков и другие» (по поэме Н.Гоголя «Мёртвые души»)
- Док.спектакль «Монологи современников»
- В. Фролов «Что к чему»(лауреат конкурса-фестиваля «Начало»

### Фильмография
- 1991 — Хранители (фильм-спектакль) Дж. Толкиен. Фродо Торбинс (главная роль)
- Цикл телеспектаклей «Сказка за сказкой»:
  - 1991 — «Хитрецы», реж. В. Обогрелов — Шут Гонелла
  - 1995 — «Каменное сердце» — Стеклянный человек
  - 1995 — «Прекрасная Розалинда» — Альчиде, король
  - 1998 — «Спящая красавица» — Гаржин
- 1993 — Петер Вайс. «О том, как господин Мокинпотт от своих злосчастий избавился», реж. А. Вебер" — Мокинпотт
- 1996 — детский телесериал "Вовкулакия, или загадка доктора Никодима — Кощей (ГТРК «Культура»)
- 2000 — «Охота на Золушку» — Юнкеров-младший
- 1996 — «Поезд на третьем пути. Дон-Аминадо», реж. Л.Гладкова, сценарий Т.Родионовой (ГТРК «Культура»)
- 1995 — Цикл программ «Петербургские тайны» (ГТРК «Культура»)
- 2000 — И.Тургенев. «Среди людей, мне близких и чужих…» (реж. Л.Крымский)
- 2000 — «Улицы разбитых фонарей-3» («Прощай, обезьяна, или Призрак опера»11 и 12 серии) — Гавриков
- 2000 — Семён Надсон. «Я шёл к тебе» (редактор Т. Родионова, режиссёр Л. Крымский) — Семён Надсон
- 2001 — «Блюстители порока», 6-я серия «Не самый счастливый день в конце сентября», реж. В. Ноздрюхин-Заболотный — Дональд Хук (главная роль, производство Россия-Украина)
- 2001 — «Кобра. Антитеррор» («Князь тьмы», фильм 1) — Блюм
- 2001 — «Мечта», короткометражный, реж. А. Антонов — главная роль
- 2002 — «Улицы разбитых фонарей» («Смертельная болезнь», 20-я серия) — Сергей Петрович Климов, гл. врач поликлиники
- 2003 — «Тайны следствия-3» — Аким Русланович Берсения, врач скорой помощи
- 2004 — «SOS» — Павлик, отец Зины
- 2005 — «Агент национальной безопасности-5», «Золотая голова», 11, 12 серии — Горькухин, учёный -археолог
- 2004 — «Конвой PQ-17», реж. А. Котт — вице-адмирал Арсений Головко, командующий Северным Флотом
- 2006 — «Вдох-Выдох-2», реж. И.Дыховичный — Дядя Михаила
- 2006 — «Жизнь и смерть Лёньки Пантелеева», реж. Э. Ясан — Сажин
- 2006 — «Вызов-2» — Леонид Кашников
- 2006 — «Ментовские войны-3» — Отец Гарика
- 2006 — «Столыпин. Невыученные уроки» (7, 9 серии) — Пихно
- 2007 — «Варварины свадьбы» — Следователь
- 2009 — «Смерть Вазир-Мухтара» — Николай Иванович Греч
- 2011 — «Улицы разбитых фонарей-11» — профессор Аркадий Борисович Завадский
- 2012 — «Литейный-7» (7-я серия) — Хомутов
- 2012 — «Наружное наблюдение» — Виктор Васильевич Смолов
- 2013 — «Майор полиции», реж. А. Антонов — Николай Иванович Парфёнов
- 2013 — «Шаман-2» (фильм 10, «Дантист») — Эдуард Васильевич Золотарёв
- 2015 — «Апперкот для Гитлера» — Тренер
- 2015 — «Великая», реж. И. Зайцев — Лакей Бестужева
- 2015 — «Морские дьяволы. Смерч-2», «Ход конём» (фильм 25) — Шмаков, боцман.
- 2015 — «Улицы разбитых фонарей-15», «Мышь нелепая» (22-серия) — Константин Бах
- 2016 — «Перчатка Авроры» — граф Нелидов
- 2017 — «Двое против смерти», реж. Н. Эген — Кирилл Иванович Таланов
- 2018 — «Ворона» — Пётр Воронцов, отец Владимира и Анны
- 2018 — «Знахарь» — Вадим Анатольевич Батурин, бывший следователь
- 2018 — «Мажор-3» — Директор школы
- 2019 — «Шторм», реж. Б. Хлебников — Евгений Анатольевич Маркин, гл. инженер строительного объекта
- 2020 — «Ни шагу назад −2. На линии фронта» (Украина) — Яков
- 2021 — «Воскресенский» — Вяземский
- 2021 — «Земное притяжение» — Юрий Григорьевич Мурашов-Белкин
- 2021 — «Седьмая симфония», реж. А. Котт — Борис Загурский, председатель управления по делам искусств Ленинграда
- 2022 — «Мистер Нокаут», реж. А. Михалков — отец Тани
- 2022—2023 — «Анна Медиум» — Рощин
- 2023 — «Склифосовский-11сезон» — Федосеев
- 2023 — «Я богиня» — Смотритель
- 2024 — «Хамелеон» — Кочетов
- 2025 — «Злой город» — Симеон
- 2025 — «Северный полюс» — Поляковский

#### Участие в документальных фильмах
- 2006 — Зиновий Корогодский. Возвращение
- 2009 — Ольга Волкова. Жизнь вопреки

### Озвучивание
- 2004 — Божественная Гликерия
- 2007 — Евгений Лебедев. Неистовый лицедей.
- 2009 — Петербург. Современники. Даниил Гранин.
- 2010 — Вспоминая Юрия Германа.
- 2011 — Монолог в четырёх частях. Глеб Панфилов.
- 2012—2022 — Цикл программ «Письма из провинции» (ГТРК «Культура»)

## Звания и награды
- Народный артист Российской Федерации (7 апреля 2004) — за большие заслуги в области искусства[1].
- Заслуженный артист Российской Федерации (29 июля 1997) — за заслуги в области искусства[2].
- Благодарность Законодательного Собрания Санкт-Петербурга (8 февраля 2017) — за выдающиеся личные заслуги в области культуры и искусства в Санкт-Петербурге, многолетнюю успешную творческую деятельность, высокий профессионализм, а также в связи с 95-летием со дня основания Санкт-Петербургского государственного бюджетного учреждения культуры «Театр юных зрителей имени А. А. Брянцева»[3].
- Лауреат фестиваля камерных театров (г. Старая Русса) в номинации «Лучшая мужская роль» за роль Мечтателя в спектакле «Белые ночи» (1995)
- Номинант Высшей театральной премии Санкт-Петербурга «Золотой софит» в номинации «Лучшая мужская роль» за роль Афанасия Ивановича в спектакле «Старосветские помещики» (1997)
- Номинант Высшей театральной премии Санкт-Петербурга «Золотой софит» за роль Месье в спектакле «Месье» (СПб ТЮЗ) и за роль Бальзаминова в спектакле «Китай на нашей стороне» (театр «Приют комедианта», 2004)
- Номинант премии «Золотой софит» («Лучший ансамбль») за спектакль «Бедные люди» (2007)
- Номинант премии «Золотой софит» за роль Беликова в спектакле «Человек в футляре» (2010)
- Лауреат Vll Международного фестиваля театрального искусства «Театр. Чехов. Ялта» в номинации «Лучшая мужская роль» за роль Беликова (2015)
- Лауреат фестиваля «Театры Санкт-Петербурга — детям» за роль Архивариуса Линдгорста в спектакле «Гофман. Видения» (2016)
- Лауреат премии «Актёр года» (1995)
- Fantastik film fest-фестиваль в Аргентине (Resistencia) и Испании (Barcelona) — гран-при Лучший актёр 2020 за роль в короткометражном фильме Василия Чуприны (Голландия) «Эти прекрасные мгновения»
- Лучший актёр off-фестиваля «Авиньон-1993»

### Пресса
- „ПЕТЕРБУРГСКИЕ ВСТРЕЧИ“ ГТРК „Санкт-Петербург“ 07.02.21г.
- Полина Малахова, „Ваш досуг“. В.Дьяченко. „Сейчас человеком мало кто занимается“.14.10.2013 г.
- „Главное-сердце задеть“ //арт.журнал „Около“ (Е.Ронгинская, 07.04.2015 г.)
- „Сценические образы как антология русской души“ Muzecube 05.10.2018 г. Е. Ронгинская.
- Нина Рабинянц. «Я хотел бы сыграть счастливого человека» (г. Ленинград, газета «Смена», 1990 г.)
- Татьяна Москвина. «Прогулки с Островским» («Петербургский театральный журнал», март 2004 г.)
- М.Смирнова-Несвицкая. «Свет над площадью Одеон» (ПТЖ)
- А.Пылаева. «Повесть о Беликове» (ПТЖ)
- «Петербургские повести Валерия Дьяченко» (т/ф канала «Культура. Авторы : Д. Циликин, И.Михайлова, О. Высоцкая». 28 июля 2008 года
- «С энтузиазмом»: // Пятый канал А.Васильева. 31.03.21 // российский Фродо Дьяченко о том, как снимали "Хранителей"Толкиена
- В Великобритании восхитились советской версией «Властелина колец», РенТВ, 05.04.21
- Дмитрий Циликин. «Парадокс о неизвестном актёре». ПТЖ, ноябрь 2006 г.
- Надежда Таршис. «Человек и футляр». ПТЖ, ноябрь 2009 г.
- Наталья Скороход. «Он мне всё чудится в шинели, в картузе…» ПТЖ, май 2011
- Н. Рабинянц. «Валерий Дьяченко» (ПТЖ)
- А. Кислова. «Мой добрый бес» (ПТЖ ,февраль 2011 г.)
- Т/ф. «Свой Петербург» ГТРК «Санкт-Петербург» 24.10.21
- Валерий Дьяченко: «Мы ответственны за те „письма“, что посылаем, адресуем уму и сердцу юного человека»// "«Where. ru,Оливия Ланкастер 13.01.2022 г.
- Валерий Дьяченко „Артист занимается человековедением“//Clever culture,Елизавета Ронгинская 27.10 2021 г.

## Примечание
1. ↑  Указ Президента Российской Федерации от 07.04.2004 г. № 503 • Президент России. web.archive.org (21 ноября 2018). Дата обращения: 29 августа 2024. Архивировано 21 ноября 2018 года.
2. ↑  Указ Президента Российской Федерации от 29 июля 1997 года № 795 «О награждении государственными наградами Российской Федерации». Дата обращения: 9 декабря 2024. Архивировано 21 августа 2018 года.
3. ↑  Решение Законодательного Собрания Санкт-Петербурга от 8 февраля 2017 года № Р-70 «Об объявлении Благодарности Законодательного Собрания Санкт-Петербурга сотрудникам Санкт-Петербургского государственного бюджетного учреждения культуры «Театр юных зрителей имени А.А.Брянцева»